# Kim Clijsters
Kim Clijsters (Bilzen, Bèlgica, 8 de juny de 1983) és una jugadora de tennis professional belga retirada. A l'agost de 2003 va arribar el lloc número 1 del rànquing mundial de la WTA simultàniament en les modalitats individual com en la de dobles femenins. Va esdevenir la primera tennista belga en aconseguir aquestes fites i, junt a la seva compatriota Justine Henin, van liderar la millor generació de tennistes belgues de la història.
En el seu palmarès destaquen sis títols de Grand Slam, quatre individuals i dos de dobles femenins, i combinats, va guanyar en tots quatre torneigs de Grand Slam. També ressalten tres títols del US Open individuals aconseguits en participacions consecutives. Va acumular 41 títols individuals i 11 de dobles femenins en el circuit WTA. Va formar part de l'equip belga de la Fed Cup i va participar en la consecució del títol de 2001.
Després de diverses lesions, va decidir retirar-se l'any 2007 amb 23 anys, aturada que va aprofitar per casar-se i tenir una filla. Va tornar al circuit professional dos anys després per esdevenir la primera tennista del rànquing individual femení essent mare. Es va tornar a retirar el 2012 per intentar retornar al circuit a principis de 2020 sense èxit, en part degut als problemes ocasionats per la pandèmia de COVID-19, i es va retirar definitivament l'any 2022.
El 22 de juliol de 2017 fou admesa en l'International Tennis Hall of Fame en una cerimònia celebrada a Newport.

## Biografia
Va néixer en la petita localitat belga de Bilzen però va créixer a Bree. Filla de Lei Clijsters i Els Vandecaetsbeek, té una germana més petita anomenada Elke. La seva mare va ser campiona nacional de gimnàstica artística i el seu pare va ser futbolista professional. Va jugar en diversos equips de la primera divisió belga, entre els quals destaca el YR KV Mechelen, amb el qual va guanyar la Recopa d'Europa l'any 1988, i va defensar la selecció nacional belga en diverses ocasions.
Clijsters va començar a jugar a tennis amb cinc anys junt a la seva germana a Genk, i amb nou va començar a entrenar-se a Diest amb Benny Vanhoudt durant moltes hores a la setmana. Amb deu anys ja va coincidir amb Justine Henin, la rival més important al llarg de la seva carrera, i van començar a jugar juntes en la modalitat de dobles.
Es va casar amb el jugador i entrenador de bàsquet estatunidenc Brian Lynch l'any 2007. La parella es va conèixer quan Lynch jugava a l'equip Euphony Bree de Bree, on residia Clijsters. El matrimoni té tres fills: Jada (2008), Jack (2013) i Blake (2016), i resideixen a Bree i Nova Jersey.

## Torneigs de Grand Slam

### Individual: 8 (4−4)
| Resultat   | Núm. | Any  | Torneig           | Oponent            | Marcador        |
| ---------- | ---- | ---- | ----------------- | ------------------ | --------------- |
| Finalista  | 1.   | 2001 | Roland Garros     | Jennifer Capriati  | 6−1, 4−6, 10−12 |
| Finalista  | 2.   | 2003 | Roland Garros (2) | Justine Henin      | 0−6, 4−6        |
| Finalista  | 3.   | 2003 | US Open           | Justine Henin      | 5−7, 1−6        |
| Finalista  | 4.   | 2004 | Open d'Austràlia  | Justine Henin      | 3−6, 6−4, 3−6   |
| Guanyadora | 1.   | 2005 | US Open           | Mary Pierce        | 6−3, 6−1        |
| Guanyadora | 2.   | 2009 | US Open (2)       | Caroline Wozniacki | 7−5, 6−3        |
| Guanyadora | 3.   | 2010 | US Open (3)       | Vera Zvonariova    | 6−2, 6−1        |
| Guanyadora | 4.   | 2011 | Open d'Austràlia  | Li Na              | 3−6, 6−3, 6−3   |

### Dobles femenins: 3 (2−1)
| Resultat   | Núm. | Any  | Torneig       | Parella     | Oponents                      | Marcador      |
| ---------- | ---- | ---- | ------------- | ----------- | ----------------------------- | ------------- |
| Finalista  | 1.   | 2001 | Wimbledon     | Ai Sugiyama | Lisa Raymond Rennae Stubbs    | 4−6, 3−6      |
| Guanyadora | 1.   | 2003 | Roland Garros | Ai Sugiyama | V. Ruano Pascual Paola Suárez | 6−7, 6−2, 9−7 |
| Guanyadora | 2.   | 2003 | Wimbledon     | Ai Sugiyama | V. Ruano Pascual Paola Suárez | 6−4, 6−4      |

### Dobles mixts: 1 (0−1)
| Resultat  | Núm. | Any  | Torneig   | Parella        | Oponents                | Marcador    |
| --------- | ---- | ---- | --------- | -------------- | ----------------------- | ----------- |
| Finalista | 1.   | 2000 | Wimbledon | Lleyton Hewitt | Kimberly Po Don Johnson | 4–6, 6–7(3) |

## Carrera professional
Guanyà 33 títols en individuals durant la seua carrera. Dos d'aqueixos els va obtenir en el WTA Tour Championships de Los Angeles, Califòrnia, en 2002 i 2003, quan va vèncer a la francesa Amélie Mauresmo. Un dels seus majors assoliments va ser obtenir el trofeu del US Open l'any 2005.
Anuncià la seua retirada del tennis el 6 de maig de 2007, a causa de les contínues lesions que va patir durant els últims anys de competició.
En el 2007 inicià l'any del seu comiat del tennis competitiu guanyant el torneig d'exhibició en Hong Kong, derrotant en la final a la russa Maria Xaràpova. Després va assistir al campionat de Sydney, assolint una important victòria en aquest torneig preparatori per a l'Australian Open; després d'un partit davant de la sèrbia Jelena Janković pogué alçar el seu trofeu nombre 34 en individuals. Estant les coses així, Clijsters es perfilava com a ferma candidata a guanyar l'Obert d'Austràlia, ja que en aquesta edició de 2007 faltaria la belga Justine Henin, cosa que deixaria com a favorites Clijsters, Hingis, Xaràpova i Mauresmo. Davant la prompta caiguda de la francesa en vuitens de final, i davant el potent joc que la belga demostrava a aquestes instàncies, tot feia preveure un segon gran eslam per a la jugadora europea. Però les coses no li van sortir com esperava, ja que si bé va guanyar un excel·lent partit de quarts de final enfront de la suïssa Martina Hingis, cauria en dos sets davant d'una inspirada Maria Xaràpova, que arribava així a la seua segona final consecutiva de gran eslam i la tercera de la seua carrera, trencant una ratxa de partits guanyats per Kim Clijsters, en el que constituiria la seua primera derrota del 2007 i el seu últim partit com a professional en el prestigiós torneig australià.
Sense importar el que va patir la jugadora belga en els últims anys de la seua carrera, va anar una de les jugadores més completes de la generació de jugadores del 90 i que es va mantenir en la primera dècada del segle xxi. Els seus forts colps, el seu potent servei, la seua gran flexibilitat i la seua velocitat la converteixen en una de les jugadores més difícils de vèncer en el circuit WTA. La belga va protagonitzar molts clàssics del tennis, enfront de jugadores com Xaràpova, Henin, i les germanes Williams, amb qui va compartir bona part de la seua carrera.
El 26 de març de 2009 a l'edat de 25 anys, va fer oficial el seu retorn al circuit WTA. Aquest retorn es portaria a terme el següent 17 de maig amb motiu de la inauguració de la nova coberta instal·lada sobre la pista Central de Wimbledon.
El 10 d'agost de 2009, a l'edat de 26 anys, tornava a jugar un partit vàlid per al circuit WTA. A Cincinnati i per la primera ronda vençé a la francesa Marion Bartoli, 13a del món, 6-4, 6-3, després de més de dos anys d'inactivitat. Encara tornaria a guanyar l'US Open dels Estats Units per tercera vegada el 2010, després d'haver estat mare, i aconseguiria el títol a Austràlia el 2011. Retirada de nou el 2012, va tornar el 2020, amb 36 anys, per jugar algun torneig esporàdic.

## Palmarès

### Individual: 60 (41−19)
| Abans de 2009                | Després de 2009         |
| ---------------------------- | ----------------------- |
| Grand Slam (4−4)             |                         |
| WTA Tour Championships (3−0) |                         |
| Tier I (5−2)                 | Premier Mandatory (1−0) |
| Tier II (18−9)               | Premier 5 (1−0)         |
| Tier III (7−1)               | Premier (0−2)           |
| Tier IV i V (1−1)            | International (1−0)     |

| Títols per superfície |
| --------------------- |
| Dura (31−11)          |
| Gespa (2−1)           |
| Terra batuda (3−3)    |
| Moqueta (5−4)         |

| Resultat   | Núm. | Data                   | Torneig                                             | Superfície   | Oponent             | Marcador              |
| ---------- | ---- | ---------------------- | --------------------------------------------------- | ------------ | ------------------- | --------------------- |
| Guanyadora | 1.   | 20 de setembre de 1999 | Luxemburg, Luxemburg                                | Moqueta (i)  | Dominique Monami    | 6−2, 6−2              |
| Finalista  | 1.   | 24 d'octubre de 1999   | Bratislava, Eslovàquia                              | Dura         | Amélie Mauresmo     | 3−6, 3−6              |
| Guanyadora | 2.   | 10 de gener de 2000    | Hobart, Austràlia                                   | Dura         | Chanda Rubin        | 2−6, 6−2, 6−2         |
| Finalista  | 2.   | 8 d'octubre de 2000    | Filderstadt, Alemanya                               | Moqueta (i)  | Martina Hingis      | 0−6, 3−6              |
| Guanyadora | 3.   | 30 d'octubre de 2000   | Leipzig, Alemanya                                   | Moqueta (i)  | Elena Likhovtseva   | 7−6(6), 4−6, 6−4      |
| Finalista  | 3.   | 18 de març de 2001     | Indian Wells, Estats Units                          | Dura         | Serena Williams     | 6−4, 4−6, 2−6         |
| Finalista  | 4.   | 10 de juny de 2001     | Roland Garros, França                               | Terra batuda | Mary Pierce         | 6−1, 4−6, 10−12       |
| Finalista  | 5.   | 24 de juny de 2001     | 's-Hertogenbosch, Països Baixos                     | Gespa        | Justine Henin       | 4−6, 6−3, 3−6         |
| Guanyadora | 4.   | 23 de juliol de 2001   | Stanford, Estats Units                              | Dura         | Lindsay Davenport   | 6−4, 6−7(5), 6−1      |
| Guanyadora | 5.   | 24 de setembre 2001    | Leipzig (2)                                         | Moqueta      | Magdalena Maleeva   | 6−1, 6−1              |
| Guanyadora | 6.   | 22 d'octubre de 2001   | Luxemburg (2)                                       | Dura         | Lisa Raymond        | 6−2, 6−2              |
| Guanyadora | 7.   | 29 d'abril de 2002     | Hamburg, Alemanya                                   | Terra batuda | Venus Williams      | 1−6, 6−3, 6−4         |
| Finalista  | 6.   | 28 de juliol de 2002   | Stanford                                            | Dura         | Venus Williams      | 3−6, 3−6              |
| Finalista  | 7.   | 22 de setembre de 2002 | Tòquio, Japó                                        | Dura         | Serena Williams     | 6−2, 3−6, 3−6         |
| Guanyadora | 8.   | 7 d'octubre de 2002    | Filderstadt, Alemanya                               | Dura         | Daniela Hantuchová  | 4−6, 6−3, 6−4         |
| Guanyadora | 9.   | 21 d'octubre de 2002   | Luxemburg (3)                                       | Dura (i)     | Magdalena Maleeva   | 6−1, 6−2              |
| Guanyadora | 10.  | 4 d'octubre de 2002    | Home Depot Championships, Los Angeles, Estats Units | Dura         | Serena Williams     | 7−5, 6−3              |
| Guanyadora | 11.  | 6 de gener de 2003     | Sydney, Austràlia                                   | Dura         | Lindsay Davenport   | 6−4, 6−3              |
| Finalista  | 8.   | 16 de febrer de 2003   | Anvers, Bèlgica                                     | Moqueta (i)  | Venus Williams      | 2−6, 4−6              |
| Finalista  | 9.   | 2 de març de 2003      | Scottsdale, Estats Units                            | Dura         | Ai Sugiyama         | 6−3, 5−7, 4−6         |
| Guanyadora | 12.  | 3 de març de 2003      | Indian Wells                                        | Dura         | Lindsay Davenport   | 6−4, 7−5              |
| Finalista  | 10.  | 11 de maig de 2003     | Berlín, Alemanya                                    | Terra batuda | Justine Henin       | 4−6, 6−4, 5−7         |
| Guanyadora | 13.  | 12 de maig de 2003     | Roma, Itàlia                                        | Terra batuda | Amélie Mauresmo     | 3−6, 7−6(3), 6−0      |
| Finalista  | 11.  | 8 de juny de 2003      | Roland Garros (2)                                   | Terra batuda | Justine Henin       | 0−6, 4−6              |
| Guanyadora | 14.  | 16 de juny de 2003     | 's-Hertogenbosch                                    | Gespa        | Justine Henin       | 6−7(4), 3−0, retirada |
| Guanyadora | 15.  | 21 de juliol 2003      | Stanford (2)                                        | Dura         | Jennifer Capriati   | 4−6, 6−4, 6−2         |
| Finalista  | 12.  | 3 d'agost 2003         | San Diego, Estats Units                             | Dura         | Justine Henin       | 6−3, 2−6, 3−6         |
| Guanyadora | 16.  | 4 d'agost de 2003      | Los Angeles, Estats Units                           | Dura         | Lindsay Davenport   | 6−1, 3−6, 6−1         |
| Finalista  | 13.  | 7 de setembre de 2003  | US Open, Estats Units                               | Dura         | Justine Henin       | 5−7, 1−6              |
| Guanyadora | 17.  | 6 d'octubre de 2003    | Filderstadt (2)                                     | Dura         | Justine Henin       | 5−7, 6−4, 6−2         |
| Guanyadora | 18.  | 20 d'octubre de 2003   | Luxemburg (4)                                       | Dura         | Chanda Rubin        | 6−2, 7−5              |
| Guanyadora | 19.  | 3 de novembre de 2003  | WTA Tour Championships, Los Angeles (2)             | Dura         | Amélie Mauresmo     | 6−2, 6−0              |
| Finalista  | 14.  | 1 de febrer de 2004    | Open d'Austràlia, Austràlia                         | Dura         | Justine Henin       | 5−7, 1−6              |
| Guanyadora | 20.  | 9 de febrer de 2004    | París, França                                       | Moqueta (i)  | Mary Pierce         | 6−2, 6−1              |
| Guanyadora | 21.  | 16 de febrer de 2004   | Anvers                                              | Moqueta (i)  | Silvia Farina Elia  | 6−3, 6−0              |
| Guanyadora | 22.  | 7 de març de 2005      | Indian Wells (2)                                    | Dura         | Lindsay Davenport   | 6−4, 4−6, 6−2         |
| Guanyadora | 23.  | 23 de març de 2005     | Miami, Estats Units                                 | Dura         | Maria Xaràpova      | 6−3, 7−5              |
| Guanyadora | 24.  | 13 de juny de 2005     | Eastbourne, Regne Unit                              | Gespa        | Vera Duixévina      | 7−5, 6−0              |
| Guanyadora | 25.  | 1 d'agost de 2005      | Stanford (3)                                        | Dura         | Venus Williams      | 7−5, 6−2              |
| Guanyadora | 26.  | 8 d'agost de 2005      | Los Angeles (2)                                     | Dura         | Daniela Hantuchová  | 6−4, 6−1              |
| Guanyadora | 27.  | 15 d'agost de 2005     | Toronto, Canadà                                     | Dura         | Justine Henin       | 7−5, 6−1              |
| Guanyadora | 28.  | 10 de setembre de 2005 | US Open                                             | Dura         | Mary Pierce         | 6−3, 6−1              |
| Guanyadora | 29.  | 2 d'octubre de 2005    | Luxemburg (5)                                       | Dura         | Anna-Lena Grönefeld | 6−2, 6−4              |
| Guanyadora | 30.  | 30 d'octubre de 2005   | Hasselt, Bèlgica                                    | Dura         | Francesca Schiavone | 6−2, 6−3              |
| Finalista  | 15.  | 19 de febrer de 2006   | Anvers (2)                                          | Moqueta (i)  | Amélie Mauresmo     | 6−3, 3−6, 3−6         |
| Guanyadora | 31.  | 7 de maig de 2006      | Varsòvia, Polònia                                   | Terra batuda | Svetlana Kuznetsova | 7−5, 6−2              |
| Guanyadora | 32.  | 30 de juliol de 2006   | Stanford (4)                                        | Dura         | Patty Schnyder      | 6−4, 6−2              |
| Finalista  | 16.  | 6 d'agost 2006         | San Diego (2)                                       | Dura         | Maria Xaràpova      | 5−7, 5−7              |
| Guanyadora | 33.  | 5 de novembre de 2006  | Hasselt (2)                                         | Dura         | Kaia Kanepi         | 6−3, 3−6, 6−4         |
| Guanyadora | 34.  | 12 de gener de 2007    | Sydney (2)                                          | Dura         | Jelena Janković     | 4−6, 7−6(1), 6−4      |
| Finalista  | 17.  | 18 de febrer de 2007   | Anvers (3)                                          | Moqueta (i)  | Amélie Mauresmo     | 6−4, 7−6(4)           |
| Guanyadora | 35.  | 14 de setembre de 2009 | US Open (2)                                         | Dura         | Caroline Wozniacki  | 7−5, 6−3              |
| Guanyadora | 36.  | 10 de gener de 2010    | Brisbane, Austràlia                                 | Dura         | Justine Henin       | 6−3, 4−6, 7−6(6)      |
| Guanyadora | 37.  | 3 d'abril de 2010      | Miami (2)                                           | Dura         | Venus Williams      | 6−2, 6−1              |
| Guanyadora | 38.  | 15 d'agost de 2010     | Cincinnati, Estats Units                            | Dura         | Maria Xaràpova      | 2−6, 7−6(4), 6−2      |
| Guanyadora | 39.  | 11 de setembre de 2010 | US Open (3)                                         | Dura         | Vera Zvonariova     | 6−2, 6−1              |
| Guanyadora | 40.  | 31 d'octubre de 2010   | WTA Tour Championships, Doha, Qatar (3)             | Dura         | Caroline Wozniacki  | 6−3, 5−7, 6−3         |
| Finalista  | 18.  | 15 de gener de 2011    | Sydney                                              | Dura         | Li Na               | 6−7(3), 3−6           |
| Guanyadora | 41.  | 29 de gener de 2011    | Open d'Austràlia, Austràlia                         | Dura         | Li Na               | 3−6, 6−3, 6−3         |
| Finalista  | 19.  | 13 de febrer de 2011   | París                                               | Dura (i)     | Petra Kvitová       | 4−6, 3−6              |

#### Períodes com a número 1
| Núm. | Predecessora       | Dates                   | Successora         | Setmanes | Acumulat |
| ---- | ------------------ | ----------------------- | ------------------ | -------- | -------- |
| 1.   | Serena Williams    | 11/08/2003 − 19/10/2003 | Justine Henin      | 10       | 10       |
| 2.   | Justine Henin      | 27/10/2003 − 09/11/2003 | Justine Henin      | 2        | 12       |
| 3.   | Lindsay Davenport  | 30/01/2006 − 19/03/2006 | Amélie Mauresmo    | 7        | 19       |
| 4.   | Caroline Wozniacki | 14/02/2011 − 20/02/2011 | Caroline Wozniacki | 1        | 20       |

### Dobles femenins: 20 (11−9)
| Abans de 2009                | Després de 2009         |
| ---------------------------- | ----------------------- |
| Grand Slam (2−1)             |                         |
| WTA Tour Championships (0−1) |                         |
| Tier I (1−2)                 | Premier Mandatory (0−0) |
| Tier II (5−3)                | Premier 5 (0−0)         |
| Tier III (1−1)               | Premier (0−0)           |
| Tier IV i V (2−1)            | International (0−0)     |

| Títols per superfície |
| --------------------- |
| Dura (7−5)            |
| Gespa (1−2)           |
| Terra batuda (2−1)    |
| Moqueta (1−1)         |

| Resultat   | Núm. | Data                   | Torneig                                           | Superfície   | Parella             | Oponents                             | Marcador            |
| ---------- | ---- | ---------------------- | ------------------------------------------------- | ------------ | ------------------- | ------------------------------------ | ------------------- |
| Guanyadora | 1.   | 27 d'octubre de 1999   | Bratislava, Eslovàquia                            | Dura         | Laurence Courtois   | Olga Barabanschikova Lilia Osterloh  | 6−2, 3−6, 7−5       |
| Finalista  | 1.   | 15 de gener de 2000    | Hobart, Austràlia                                 | Dura         | Alicia Molik        | Rita Grande Émilie Loit              | 2–6, 6–2, 3–6       |
| Guanyadora | 2.   | 21 de maig de 2000     | Anvers, Bèlgica                                   | Terra batuda | Sabine Appelmans    | Jennifer Hopkins Petra Rampre        | 6−1, 6−1            |
| Finalista  | 2.   | 5 de novembre de 2000  | Leipzig, Alemanya                                 | Moqueta      | Laurence Courtois   | A. Sánchez Vicario Anne-Gaëlle Sidot | 7−6(6), 5−7, 3−6    |
| Finalista  | 3.   | 4 de març de 2001      | Scottsdale, Estats Units                          | Dura         | Meghann Shaughnessy | Lisa Raymond Rennae Stubbs           | Renúncia            |
| Finalista  | 4.   | 24 de juny de 2001     | 's-Hertogenbosch, Països Baixos                   | Gespa        | Miriam Oremans      | Ruxandra Dragomir Nàdia Petrova      | 6−7(5), 7−6(5), 4−6 |
| Finalista  | 5.   | 9 de juliol de 2001    | Wimbledon, Regne Unit                             | Gespa        | Ai Sugiyama         | Lisa Raymond Rennae Stubbs           | 4−6, 3−6            |
| Finalista  | 6.   | 24 de setembre de 2001 | Tòquio, Japó                                      | Dura         | Ai Sugiyama         | Cara Black Liezel Huber              | 1−6, 3−6            |
| Guanyadora | 3.   | 12 d'agost de 2002     | Los Angeles, Estats Units                         | Dura         | Jelena Dokić        | Daniela Hantuchová Ai Sugiyama       | 6−3, 6−3            |
| Guanyadora | 4.   | 21 d'octubre de 2002   | Luxemburg, Luxemburg                              | Dura (i)     | Janette Husárová    | Květa Peschke Barbara Rittner        | 4−6, 6−3, 7−5       |
| Guanyadora | 5.   | 12 de gener de 2003    | Sydney, Austràlia                                 | Dura         | Ai Sugiyama         | Conchita Martínez Rennae Stubbs      | 6−3, 6−3            |
| Guanyadora | 6.   | 16 de febrer de 2003   | Anvers                                            | Moqueta      | Ai Sugiyama         | Nathalie Dechy Émilie Loit           | 6−2, 6−0            |
| Guanyadora | 7.   | 2 de març de 2003      | Scottsdale                                        | Dura         | Ai Sugiyama         | Lindsay Davenport · Lisa Raymond     | 6−1, 6−4            |
| Finalista  | 7.   | 16 de març de 2003     | Indian Wells, Estats Units                        | Dura         | Ai Sugiyama         | Lindsay Davenport · Lisa Raymond     | 3−6, 6−4, 6−1       |
| Finalista  | 8.   | 11 de maig de 2003     | Berlín, Alemanya                                  | Terra batuda | Ai Sugiyama         | V. Ruano Pascual · Paola Suárez      | 6−3, 4−6, 6−4       |
| Guanyadora | 8.   | 8 de juny de 2003      | Roland Garros, França                             | Terra batuda | Ai Sugiyama         | V. Ruano Pascual Paola Suárez        | 6−7, 6−2, 9−7       |
| Guanyadora | 9.   | 6 de juliol de 2003    | Wimbledon                                         | Gespa        | Ai Sugiyama         | V. Ruano Pascual Paola Suárez        | 6−4, 6−4            |
| Guanyadora | 10.  | 3 d'agost de 2003      | San Diego, Estats Units                           | Dura         | Ai Sugiyama         | Lindsay Davenport · Lisa Raymond     | 6−4, 7−5            |
| Guanyadora | 11.  | 19 d'octubre de 2003   | Zurich, Suïssa                                    | Dura         | Ai Sugiyama         | V. Ruano Pascual Paola Suárez        | 7−6, 6−2            |
| Finalista  | 9.   | 10 de novembre de 2003 | WTA Tour Championships, Los Angeles, Estats Units | Dura         | Ai Sugiyama         | V. Ruano Pascual Paola Suárez        | 6−4, 3−6, 6−3       |

#### Períodes com a número 1
| Núm. | Predecessora | Dates                   | Successora       | Setmanes | Acumulat |
| ---- | ------------ | ----------------------- | ---------------- | -------- | -------- |
| 1.   | Paola Suárez | 04/08/2003 − 10/08/2003 | Ai Sugiyama      | 1        | 1        |
| 2.   | Ai Sugiyama  | 18/08/2003 − 07/09/2003 | V. Ruano Pascual | 3        | 4        |

### Dobles mixts: 1 (0−1)
| Resultat  | Núm. | Data                | Torneig               | Superfície | Parella        | Oponents                | Marcador    |
| --------- | ---- | ------------------- | --------------------- | ---------- | -------------- | ----------------------- | ----------- |
| Finalista | 1.   | 9 de juliol de 2000 | Wimbledon, Regne Unit | Gespa      | Lleyton Hewitt | Kimberly Po Don Johnson | 4–6, 6–7(3) |

### Equips: 1 (1−0)
| Resultat   | Núm. | Data                   | Torneig                  | Superfície       | Equip                                       | Oponents                                                       | Marcador |
| ---------- | ---- | ---------------------- | ------------------------ | ---------------- | ------------------------------------------- | -------------------------------------------------------------- | -------- |
| Guanyadora | 1.   | 11 de novembre de 2001 | Fed Cup, Madrid, Espanya | Terra batuda (i) | Els Callens Laurence Courtois Justine Henin | Elena Bovina Ielena Deméntieva Elena Likhovtseva Nàdia Petrova | 2−1      |

## Trajectòria

### Individual
| Torneig | 1999 | 2000  | 2001        | 2002        | 2003        | 2004 | 2005        | 2006        | 2007        | 2008 | 2009        | 2010        | 2011        | 2012 | ... | 2020 | 2021 | Títols    | V – D     |
| --- | ---- | ----- | ----------- | ----------- | ----------- | ---- | ----------- | ----------- | ----------- | ---- | ----------- | ----------- | ----------- | ---- | --- | ---- | ---- | --------- | --------- |
| Open d'Austràlia | A    | 1R    | 4R          | SF          | SF          | F    | A           | SF          | SF          | A    | A           | 3R          | G           | SF   |     | A    | A    | 1 / 10    | 43 – 9    |
| Roland Garros | A    | 1R    | F           | 3R          | F           | A    | 4R          | SF          | A           | A    | A           | A           | 2R          | A    |     | A    | A    | 0 / 7     | 23 – 7    |
| Wimbledon | 4R   | 2R    | QF          | 2R          | SF          | A    | 4R          | SF          | A           | A    | A           | QF          | A           | 4R   |     | NC   | A    | 0 / 9     | 28 – 9    |
| US Open | 3R   | 2R    | QF          | 4R          | F           | A    | G           | A           | A           | A    | G           | G           | A           | 2R   |     | 1R   | A    | 3 / 10    | 38 – 7    |
| Jocs Olímpics | NC   | A     | No celebrat | No celebrat | No celebrat | A    | No celebrat | No celebrat | No celebrat | A    | No celebrat | No celebrat | No celebrat | QF   |     | NC   | A    | 0 / 1     | 3 – 1     |
| WTA Tour Championships | A    | QF    | SF          | G           | G           | A    | RR          | SF          | A           | A    | A           | G           | A           | A    |     | NC   | A    | 3 / 7     | 19 – 7    |
| Total Victòries−Derrotes                                                                                                   | 16−7 | 30−17 | 58−18       | 51−17       | 90−12       | 20−2 | 67−9        | 43−12       | 14−4        | 0−0  | 13−3        | 40−7        | 23−7        | 20−6 |     | 0−3  | 0−2  | 485 – 126 | 485 – 126 |
| Rànquing a final d'any | 47   | 18    | 5           | 4           | 2           | 22   | 2           | 5           | –           | –    | 18          | 3           | 13          | –    |     | 1023 | 1118 |           |           |
| Llegenda: G: Guanyadora; F: Finalista; SF: Semifinalista; QF: Quarts de final; Q: Qualificació; A: Absent; RR: Round Robin |      |       |             |             |             |      |             |             |             |      |             |             |             |      |     |      |      |           |           |

### Dobles femenins
| Open d'Austràlia | A   | 1R    | 3R    | 3R   | QF   | A   | A   | A   | A   | A   | A   | A   | A   | A   | 0 / 4    | 7 – 4    |
| Roland Garros | A   | 1R    | 3R    | A    | G    | A   | A   | A   | A   | A   | A   | A   | A   | A   | 1 / 3    | 8 – 2    |
| Wimbledon | A   | 2R    | F     | A    | G    | A   | A   | A   | A   | A   | A   | A   | A   | A   | 1 / 3    | 12 – 2   |
| US Open | A   | 3R    | A     | QF   | 2R   | A   | A   | A   | A   | A   | A   | A   | A   | 1R  | 0 / 4    | 6 – 4    |
| WTA Tour Championships | A   | A     | A     | A    | F    | A   | A   | A   | A   | A   | A   | A   | A   | A   | 0 / 1    | 1 – 1    |
| Total Victòries−Derrotes                                                                                                   | 5−4 | 17−11 | 25−13 | 17−8 | 47−5 | 1−1 | 2−1 | 2−1 | 0−1 | 0−0 | 1−2 | 1−2 | 0−0 | 0−1 | 117 – 52 | 117 – 52 |
| Rànquing a final d'any | 150 | 48    | 15    | 24   | 4    | –   | –   | –   | –   | –   | –   | –   | –   | –   |          |          |
| Llegenda: G: Guanyadora; F: Finalista; SF: Semifinalista; QF: Quarts de final; Q: Qualificació; A: Absent; RR: Round Robin |     |       |       |      |      |     |     |     |     |     |     |     |     |     |          |          |

### Dobles mixts
| Open d'Austràlia | A  |  | A  |  | A  | A | A  | 0 / 0 | 0 – 0  |
| Roland Garros | 3R |  | A  |  | A  | A | A  | 0 / 1 | 2 – 1  |
| Wimbledon | F  |  | QF |  | QF | A | A  | 0 / 3 | 11 – 3 |
| US Open | A  |  | A  |  | A  | A | 2R | 0 / 1 | 1 – 1  |
| Llegenda: G: Guanyadora; F: Finalista; SF: Semifinalista; QF: Quarts de final; Q: Qualificació; A: Absent; RR: Round Robin |    |  |    |  |    |   |    |       |        |